# Boku Doraemon
Boku Doraemon est un jeu vidéo de rôle, basé sur le manga Doraemon, développé et édité par Sega sur Dreamcast en 2001, seulement au Japon.